# Genocidio sayfo

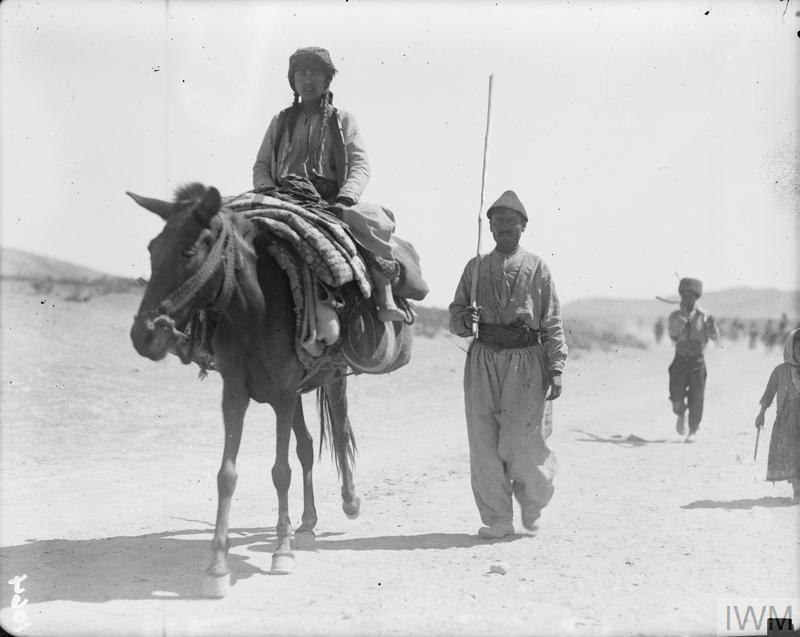
Asirios de Jilu cruzando el pase de Asadabad hacia Baquba, 1918.

El Sayfo (en siríaco: ܣܝܦܐ, lit. 'espada'), también conocido como genocidio asirio o genocidio arameo, fue una serie de masacres y deportaciones forzadas del pueblo asirio/arameo en el Imperio otomano durante la Primera Guerra Mundial. Comenzó en 1915 y fue perpetrado principalmente por las autoridades otomanas y tribus kurdas aliadas, en un intento sistemático de exterminar a esta población. La población cristiana siríaca de la Alta Mesopotamia, particularmente en las regiones de Diyarbakir, Mardin, Tur Abdin, Hakkari, Van y Siirt (actual sureste de Turquía), así como en la región de Urmía (noroeste de Irán) fue objeto de persecución por fuerzas otomanas y milicias kurdas entre 1914 y 1920.
Los asirios/arameos estaban divididos en iglesias mutuamente antagónicas que más adelante influyeron en su autoidentificación como consecuencia del genocidio, entre ellas la Iglesia Ortodoxa Siríaca, la Iglesia Asiria del Oriente y la Iglesia Católica Caldea. Antes de la guerra mundial vivían principalmente en regiones montañosas y remotas del Imperio otomano e Irán, algunas de las cuales eran en la práctica territorios sin un control estatal efectivo. Los esfuerzos de centralización del Imperio otomano durante el siglo XIX provocaron un aumento de la violencia y del peligro para las comunidades cristianas nativas a la región.
Las estimaciones sobre la magnitud del genocidio varían. Informes contemporáneos ubican la cifra en 250.000, número que es aceptado por varios académicos y periodistas. La Conferencia de Lausana lo situó en 275.000. Otras fuentes carentes de un análisis estadístico detallado sostienen que las cifras llegan hasta 750.000.
El Sayfo ocurrió de manera simultánea y estuvo estrechamente relacionado con los genocidios armenio y griego. En estos eventos, casi tres millones de cristianos de denominación siríaca, armenia o griega ortodoxa fueron asesinados por el régimen de los Jóvenes Turcos. Entre los motivos para las matanzas se encontraban la percepción de una falta de lealtad por parte de algunas comunidades asirias/arameas hacia el Imperio otomano y el deseo de apropiarse de sus tierras.
El Sayfo ha sido eclipsado por el genocidio armenio, simultáneo en el tiempo y más amplio y conocido. Por ello es escasa la investigación académica que lo trata como un evento separado, con las excepciones de los trabajos de Joseph Yacoub, Gabriele Yonan, David Gaunt y Hannibal Travis. En 2007, la Asociación Internacional de Investigadores del Genocidio llegó a un consenso con respecto a que «la campaña otomana contra las minorías cristianas del Imperio entre 1914 y 1923 constituyó un genocidio contra los armenios, asirios y griegos anatolios y pónticos», señalando como referencia de su resolución los trabajos de Gaunt y Travis. Gregory Stanton, el presidente de la asociación en 2007 y fundador de Genocide Watch, hizo suyo el «repudio de los principales estudiosos sobre genocidio por la negación hace noventa años por parte del gobierno turco de los genocidios del Imperio otomano contra las poblaciones cristianas, incluyendo asirios, griegos y armenios.»

### Comunidades cristianas antes del genocidio

El porcentaje de la población anterior a la guerra que era asiria o siríaca, presentado por la delegación asirio-caldea a la Conferencia de Paz de París en 1919.
Más del 50%
30–40%
20–30%
10–20%
5–10%

En su sistema de millet, el Imperio otomano reconocía denominaciones religiosas en lugar de grupos étnicos: Süryaniler/Yakubiler (ortodoxos siríacos o jacobitas), Nasturiler (Iglesia del Oriente o nestorianos) y Keldaniler (Iglesia Católica Caldea). Hasta el siglo XIX, eran agrupados junto al Millet armenio. Los cristianos siríacos del Imperio otomano vivían en áreas montañosas y remotas para evitar el control opresivo del estado. Aunque esta lejanía les permitió evitar el servicio militar obligatorio y ciertos impuestos, también consolidó las divisiones internas y dificultó la formación de una identidad colectiva comparable al movimiento nacional armenio. A diferencia de los armenios, los cristianos siríacos no controlaban una parte desproporcionada del comercio otomano ni contaban con poblaciones significativas en países vecinos hostiles.
No hay un número exacto del número de asirios y otros cristianos siríacos en el imperio antes de la guerra, pero Gaunt calcula entre 500,000 y 600,000. Midyat era la única ciudad en todo el país con una mayoría siríaca. Los cristianos ortodoxos siríacos estaban concentrados en las zonas rurales montañosas alrededor de Midyat, conocidas como Tur Abdin, donde habitaban en cerca de 100 pueblos distintos y se dedicaban principalmente a la agricultura o a la artesanía. La cultura ortodoxa siríaca tenía su centro espiritual y cultural en dos monasterios cercanos a Mardin (al oeste de Tur Abdin): Mor Gabriel y Mor Hananyo (Deyrulzafaran). También había números importantes en Sanliurfa (en siríaco: ܐܘܪܗܝ, romanizado: Urhay), Harput y Adıyaman. A diferencia de los siríacos (tanto asirios como aquellos que decidieron identificarse como arameos) de Tur Abdin y otras regiones, muchos de estos siríacos no hablaban neoarameo.
Bajo el patriarcado de la Iglesia Asiria del Oriente basado en Qudshanis, tribus asirias controlaban las montañas de Hakkari al oriente de Tur Abdin. Hakkari es una región extremadamente montañosa, con picos que alcanzan los 4.000 metros de altura (13.000 pies) y que están separados por profundos cañones; muchas zonas solo eran accesibles a través de senderos en las laderas de las montañas, donde las tribus asirias a veces luchaban entre sí.
Los asentamientos de la Iglesia del Oriente se ubicaban en el este, en la orilla occidental del lago Urmía, en Persia; un enclave caldeo se encontraba justo al norte, en Salmas. Había una zona caldea alrededor de Siirt, en la provincia de Bitlis (al noreste de Tur Abdin y al noroeste de Hakkari, una región menos montañosa), pero la mayoría de los caldeos vivían más al sur, en lo que hoy es Irak.